# Orogastrura dilatata
Orogastrura dilatata är en urinsektsart som först beskrevs av Cassagnau 1959.  Orogastrura dilatata ingår i släktet Orogastrura och familjen Hypogastruridae. Inga underarter finns listade i Catalogue of Life.